# Kruh in mleko
Kruh in mleko é um filme de drama esloveno de 2001 dirigido e escrito por Jan Cvitkovič. Foi selecionado como representante da Eslovênia à edição do Oscar 2002, organizada pela Academia de Artes e Ciências Cinematográficas.

## Elenco
- Peter Musevski - Ivan
- Sonja Savic - Sonja
- Tadej Troha - Robi
- Perica Radonjic - Armando
- Reana Strukelj - Barmaid